# デザートソース一覧

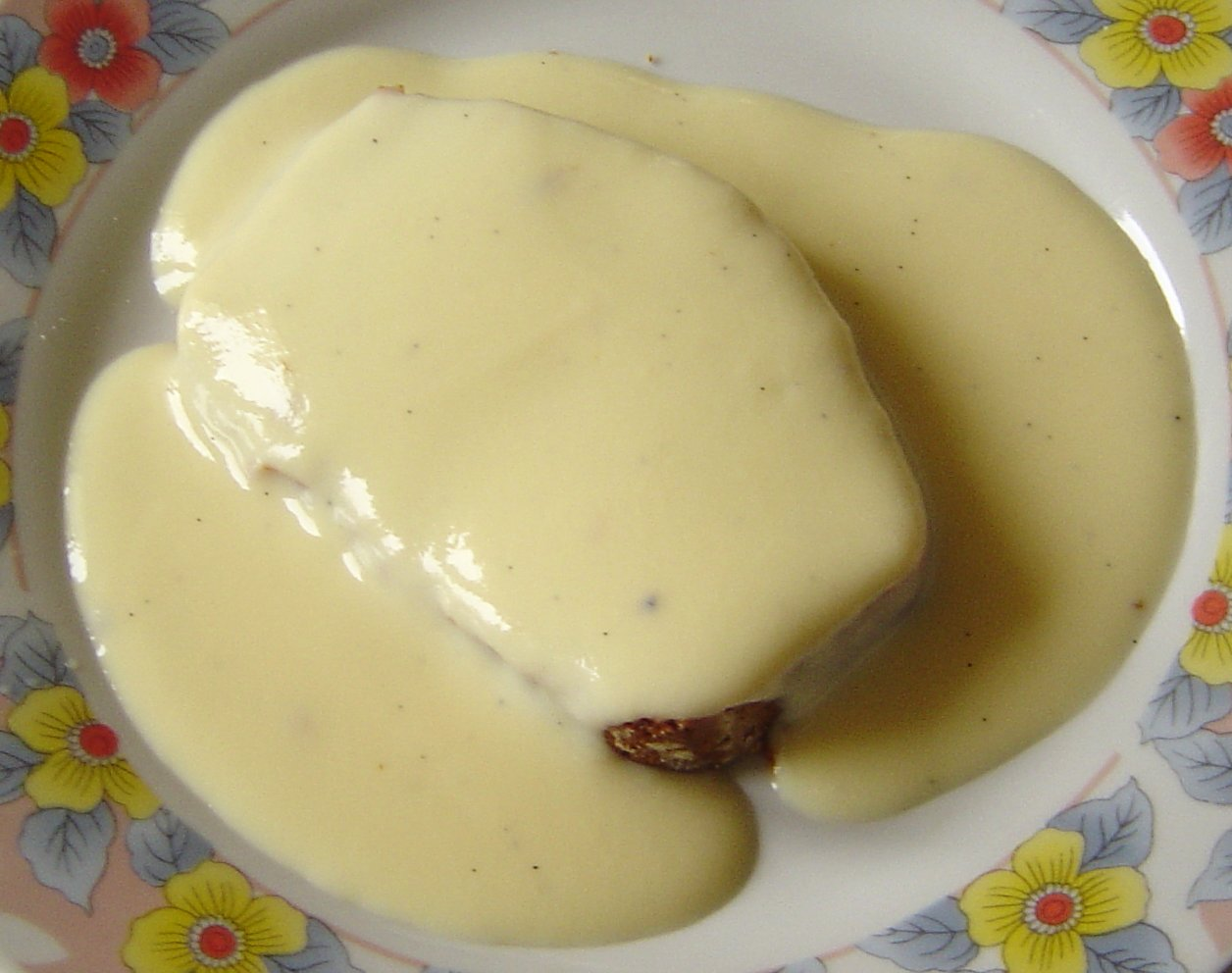
クレームアングレーズのかかったパン・デピス

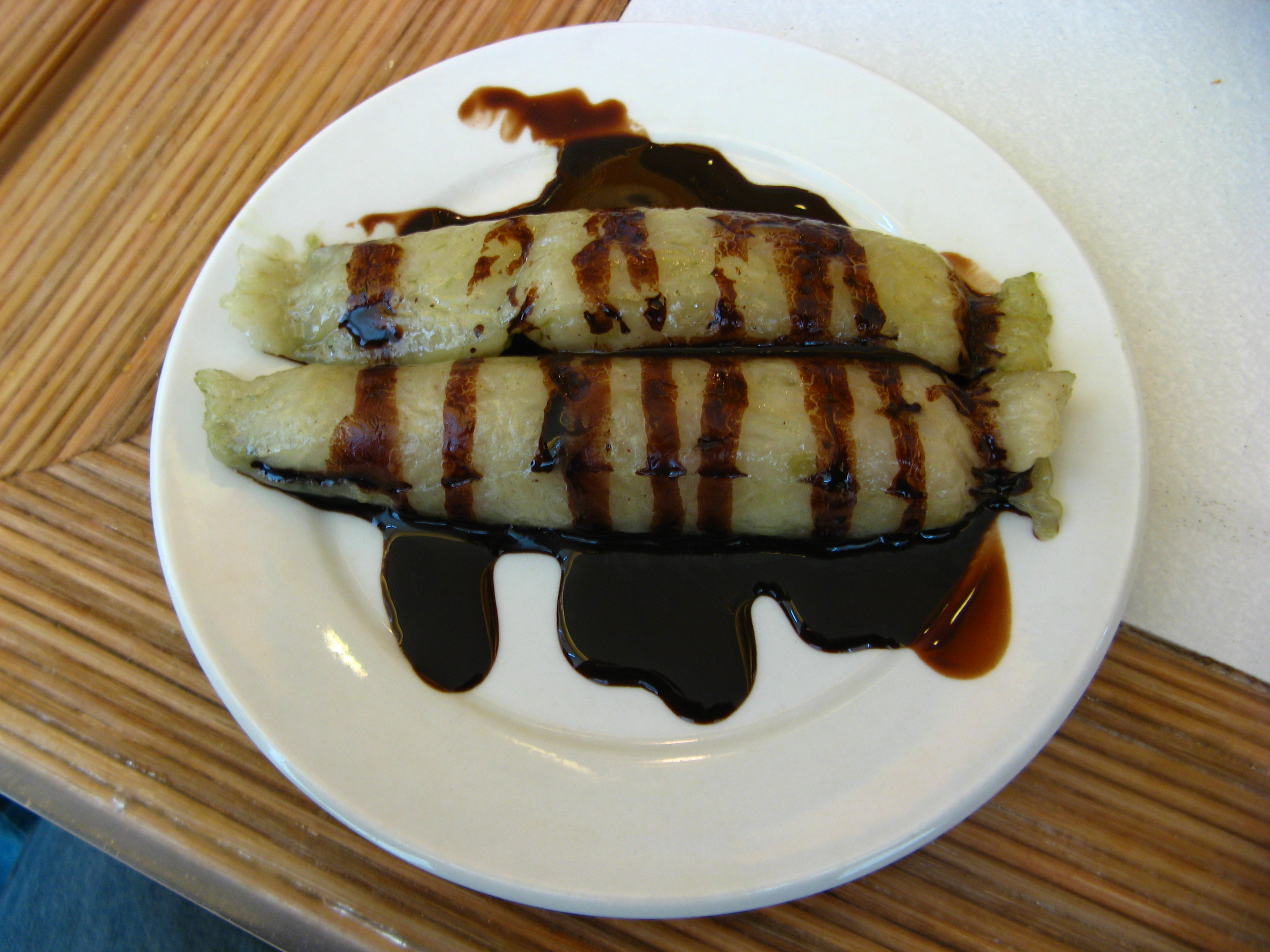
ラティクのかかったキャッサバ

デザートソースの一覧を以下に挙げる。デザートソースとは、デザートに風味や湿気、質感、色を加えるために用いられるソースの総称である。

## 一覧
- ブルーベリーソース
- バタースコッチ
- キャラメルソース
- チャンカカ
- チョコレートグレイビー
- チョコレートシロップ
- クーリ
- クリーム
- クレームアングレーズ
- カスタード
- フルーツカード
- ハードソース –ブランデーバター、ラムバター、シェリーバターを材料に含む。
- ホットファッジ
- ラティック
- マジックシェル（英語版）
- レインボーソース（英語版）
- ラムトップ
- スラトコ
- ストロベリーソース
- ウェットウォルナッツ